# Nora Calderwood
Nora Isobel Calderwood (14 mars 1896 - avril 1985) est une professeure et mathématicienne écossaise,.

## Biographie
Nora Calderwood est née en 1896 à Blairgowrie, dans le Perthshire, en Écosse. Son père Daniel Scott Calderwood est le directeur de l'école publique de Blairgowrie. Sa famille s'installe ensuite à Édimbourg alors qu'elle est encore jeune, après que son père ait été nommé directeur de l'école normale de l'Église d'Écosse.
Elle commence ses études à l'école James Gillespie en 1901, à l'âge de cinq ans, et y reste six ans. Après avoir reçu une bourse du Comité de Burgh d'Édimbourg sur l'enseignement secondaire, elle étudie au Edinburgh Ladies 'College de 1907 à 1914. En 1910, à l'âge de 14 ans, elle passe en classe de piano supérieur et, en 1913, aux des cours de musique du Edinburgh Ladies 'College. Elle reçoit également des prix scientifique et en arithmétique, ainsi que le prix Costorphine du meilleur mathématicien.
Calderwood étudie à l'Université d'Édimbourg de 1914 à 1920, obtenant un baccalauréat ès sciences en 1919 et une maîtrise ès arts en économie politique en 1920. Elle rejoint la faculté de l'Université de Birmingham l'année suivante, où elle enseigne les mathématiques. Bientôt, cependant, elle retourne à Édimbourg pour poursuivre ses études auprès du mathématicien Alexander Aitken, obtenant un doctorat en mathématiques de l'université en 1931 avec une thèse sur Researches in the Theory of Matrices,.
Calderwood est membre de la Société mathématique d'Édimbourg rejointe en 1919 en tant qu'étudiante de premier cycle, et de la London Mathematical Society, rejointe en 1922.
Elle donne son nom au Prix Calderwood, une récompense académique de l'Université de Birmingham,.
Calderwood ne s'est jamais marié. Elle était une pianiste accomplie et donnait des récitals à Birmingham.